# Jeleznogorsk (oblast de Koursk)
Pour les articles homonymes, voir Jeleznogorsk.
Jeleznogorsk (en russe : Железногорск) est une ville minière de l'oblast de Koursk, en Russie, et le centre administratif du raïon de Jeleznogorsk, dont elle ne fait pas partie. Sa population s'élève à 95 578 habitants en 2024.

## Géographie
Jeleznogorsk est située à 89 km au nord-ouest de Koursk et à 409 km au sud-sud-ouest de Moscou.

## Histoire
Jeleznogorsk est née dans le cadre de la valorisation de l'anomalie magnétique de Koursk, l'un des plus grands gisements de minerai de fer du monde, en 1950. Le toponyme Jeleznogorsk signifie approximativement « Ville du fer ». La date de naissance officielle de la ville est le 2 octobre 1957, qui marque le lancement de la construction du premier quartier d'habitation. Trois ans plus tard, la population compte environ 2 000 habitants. En 1962, Jeleznogorsk obtient le statut de ville.

## Population
Recensements (*) ou estimations de la population
| 1959* | 1970*  | 1979*  | 1989*  | 2002*  | 2006   |
| ----- | ------ | ------ | ------ | ------ | ------ |
| 1 897 | 30 953 | 65 280 | 85 192 | 95 528 | 96 436 |

| 2010*  | 2012   | 2013   | 2014   | 2015   | 2016   |
| ------ | ------ | ------ | ------ | ------ | ------ |
| 95 049 | 95 827 | 96 563 | 97 601 | 97 756 | 99 683 |

## Économie
Jeleznogorsk est l'une des villes minières de la région de Koursk. L'entreprise principale de la ville est le combinat minier de Jeleznogorsk : MGOK, Mikhaïlovski GOK (en russe : ОАО Михайловский ГОК), qui a été fondé en même temps que la ville. Il fait aujourd'hui partie de la holding « Metalloinvest », l'un des principaux groupes russes du secteur du minerai de fer et de l'industrie sidérurgique.

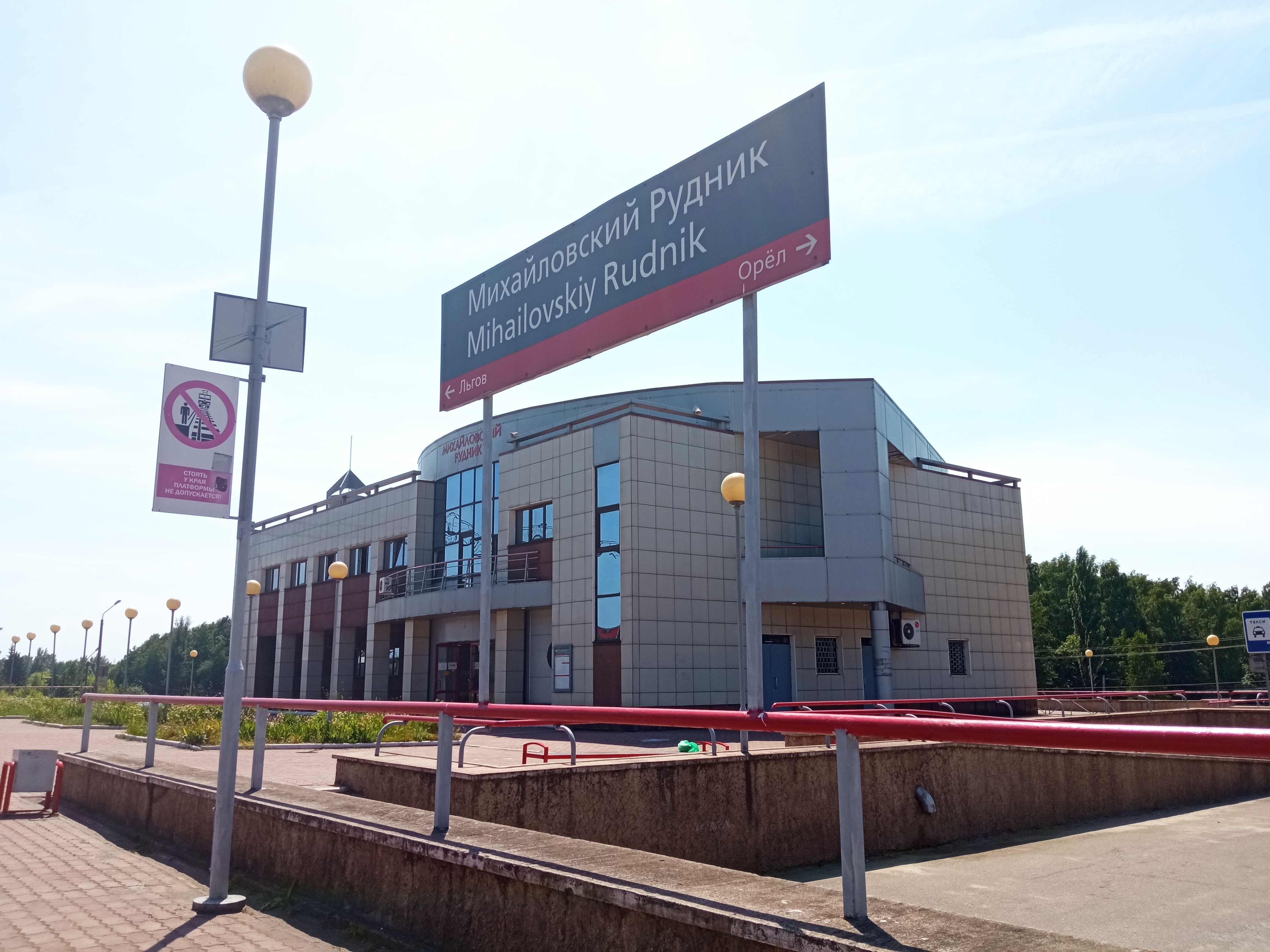
Sa gare ferroviaire.

Le 6 mars 2024, dans le cadre de la réponse ukrainienne à l'invasion russe, l'usine est frappée par deux drones suicides, qui provoquent un incendie au niveau des réservoirs de carburant. 
En outre, il existe à Jeleznogorsk un certain nombre de petites usines, dont l'usine d'emballage ZAO Gotek (ЗАО Готэк), une briqueterie, ainsi que des usines dans les secteurs agroalimentaire et textile.

## Personnalités
- Aleksandr Pogorelov (°1980), athlète russe.
- Yekaterina Volkova (°1978), athlète russe.